# Američka akademija umjetnosti i znanosti
Američka akademija umjetnosti i znanosti (engleski: American Academy of Arts and Sciences), poznatija pod nazivom Američka akademija, jedna je od najstarijih i najprestižnijih znanstvenih ustanova u Sjedinjenim Američkim Državama. Često se smatra jednim od uzora američkog obrazovanja i znanstvenih dostignuća, a ima i iznimnu povijesnu važnost jer je osnovana tijekom Američkog rata za neovisnost, na poticaj Johna Adamsa, Johna Hancocka i Jamesa Bowdoina. Njezin rad propisan je zakonskim odredbama u Ustavu SAD-a.
Akademija ima dvije glavne uloge: izbor akademika prema njihovim dostignućima i radu te popularizaciju znanosti i njezino promicanje u društvu. Obrazovna zadaća uglavnom je usmjerena na visoko obrazovanje i dodjelu stipendija zaslužnim studentima i sveučilištarcima te predavanja u srednjim školama. Akademija je dužna dati mišljenje svojih članova kod provedbe novih obrazovnih programa, društvenih i političkih mjera vezanih uz obrazovni sustav, stanovništvo ili okoliš, kao i obavješćivati javnost o novim znanstvenim i tehnološkim dostignućima u zemlji i svijetu.
Sjedište Akademije nalazi se u Cambridgeu u saveznoj državi Massachusetts. Osim stipendija, ustanova dodjeljuje i nekoliko znanstvenih nagrada za dostignuća u različitim znanstvenim poljima, kao i počasne nagrade svojim članovima za obljetnicu članstva ili potpomaganje rada Akademije novčanim ili nekim drugim sredstvima. Akademija ima oko 4900 američkih i 600 stranih akademika, među kojima je i 250 dobitnika Nobelovih nagrada i preko 60 primatelja Pulitzerove nagrade.

## Vanjske poveznice
- Službene stranice Akademije - www.amcad.org (engl.)